# Storia comparata
La storia comparata si presenta come una disciplina che, analizzando analogie e differenze tra due o più fenomeni storici, cerca di dare, relativamente a specifiche problematiche, descrizioni, spiegazioni e interpretazioni generali di fatti e processi storici.

## La possibilità di una storia comparata
Con l'affermarsi del metodo comparativo si sono costituite consolidate discipline autonome come l'anatomia comparata, il diritto comparato, la letteratura comparata, la linguistica comparata mentre per altri campi conoscitivi sussiste il dubbio che ciò possa avvenire: ad esempio per la storia che, caratterizzata secondo alcune teorie storicistiche dall'assoluta novità e irrepetibilità dei fenomeni che la costituiscono, non permette nessun confronto similare.
Se si ritiene invece che anche la storia possa assumere caratteristiche scientifiche come sostengono alcuni, allora il metodo comparativo vi potrà essere utilmente applicato per trarre dalla similarità dei fenomeni storici messi a confronto una regolarità che si esprima in leggi di carattere generale.
Moderni istituti di storiografia hanno sviluppato il metodo comparativo ritenendo

## La storia comparata in Francia
Questa metodologia viene applicata per la prima volta da Marc Bloch ed Émile Durkheim. L'innovazione introdotta da Bloch è soprattutto lo spostamento del punto di osservazione dello studio storico dalla "storia degli eventi" alla "storia delle strutture degli avvenimenti", dove intervengono in parallelo alla descrizione storica la filosofia, la sociologia, l'economia, la geografia, la diplomazia e altro ancora. Bloch tramite il metodo comparativo cerca le comuni motivazioni di un fenomeno storico e le influenze che società diverse mettono reciprocamente in atto tra loro. Durkheim è piuttosto orientato a rintracciare quelle costanti comuni che appaiano trasversalmente nelle varie società e che costituiscono la giustificazione e il senso del discorso sociologico..
Questa impostazione sociologica rimane esclusa sia dal metodo comparativo di Bloch sia soprattutto da Lucien Febvre che indirizzano la descrizione storica secondo il tradizionale susseguirsi cronologico o in riferimento a particolari zone geografiche o a particolari discipline.
La visione comparativa sociologica negli storici francesi permane invece nel settore della demografia e nella storia economica come in François Crouzet che confronta  l'Inghilterra e la Francia del XVIII secolo ricavandone la conclusione che quest'ultima avrebbe conseguito grandi risultati nello sviluppo industriale anche senza l'intervento del capitalismo inglese se non vi fosse stato il periodo economicamente disastroso della rivoluzione del 1789.
A parte questi particolari casi la storiografia francese è poco propensa all'adozione del comparativismo preferendo impostare la ricerca storica in un ambito ristretto, regionale o locale, dove far risaltare l'importanza delle fonti che potrebbero invece essere trascurate se subordinate a teorie generali che prevarrebbero, distorcendola, sulla particolare verità storica.  In effetti il metodo comparativo, prima ancora di riferirsi alle fonti, si pone delle domande ed elabora ipotesi alle quali cerca di rispondere sulla base dell'esame dei fenomeni similari generali mettendo da parte i singoli casi allo scopo di pronunciare comportamenti sociologici generali.

## La storia comparata in Inghilterra
In Gran Bretagna gli storici come Jonathan Zeitlin, R. G. Rodger, J. Foster, E. P. Hennock conducono studi, prevalentemente di carattere economico,  il più delle volte ristretti ad un ambito nazionale e locale: mancando loro la capacità di assumere fenomeni sociali che vadano oltre i confini del loro paese giustificano questa impostazione basandosi su una supposta "eccezionalità" della storia inglese che non permetterebbe il confronto con altre nazioni.
Anche nell'ambito dell'antropologia e della sociologia nelle quali si è maggiormente esercitato il metodo comparativo la storiografia inglese non ha prodotto risultati rilevanti. La cultura inglese infatti ha conservato una volontà "aristocratica" di differenziazione dalle altre culture straniere che le ha impedito di confrontarsi con queste ultime.

## La storia comparata in Germania
Il metodo storico comparativo in Germania venne trascurato dato il prevalere dello storicismo che non impedì però il successo degli studi comparativi di Otto Hintze   e Max Weber. Con la crisi dello storicismo dopo la seconda guerra mondiale la storiografia tedesca impostata su aspetti specialistici riguardanti prevalentemente la storia della Germania le impediva lo sviluppo di una storia comparata Altra difficoltà era poi costituita dalla scarsa propensione degli storici tedeschi alle generalizzazioni mentre evidentemente la comparazione richiede il superamento di aspetti particolari nella descrizione storica. Questo spiega come gli studi più diffusi di storia comparata in Germania vertano su aspetti specifici e molto documentati come la demografia, l'urbanizzazione ecc.
La storia comparata sta divenendo forse una necessità se si riflette sul processo di integrazione europea tendente al superamento delle particolarità nazionali e sul fenomeno della globalizzazione che costringe gli stati a considerare altre e diverse realtà culturali.
Questo è già accaduto in Germania quando, con la caduta del muro di Berlino, la storiografia tedesca si è trovata nella necessità di una ricerca che recuperasse l'intera identità nazionale confrontandosi con il resto d'Europa.